# Miniodes phaeosomella
Miniodes phaeosomella är en fjärilsart som beskrevs av Embrik Strand 1914. Miniodes phaeosomella ingår i släktet Miniodes och familjen nattflyn. Inga underarter finns listade i Catalogue of Life.